# Pohjois-Karjalan Sähkö
Pohjois-Karjalan Sähkö Oy sigle PKS est une société du secteur de l'énergie basée à Joensuu en Finlande.

## Présentation
Le groupe PKS se compose toujours de quatre entreprises.
- PKS Sähkönsiirto Oy est responsable de la construction et de la maintenance du réseau électrique en Carélie du Nord et en Savonie orientale. Elle est spécialisée dans la gestion des besoins de distribution d'électricité rurale à faible densité de population.
- Enerke Oy gère le réseau de transport.
- Sähköntuotanto se spécialise dans la production d'hydroélectricité propre
- Sähkökauppa vend de l'électricité dans toute la Finlande.

## Production d'électricité
L'entreprise possède un total de 10 centrales hydroélectriques, dont la plus grande est la centrale hydroélectrique de Kuurna sur la Pielisjoki.
| Lieu                 | Centrale          |
| -------------------- | ----------------- |
| Pielisjoki           | Kuurna            |
| Jänisjoki            |                   |
| Ruskeakoski (fi)     |                   |
| Saario (fi)          |                   |
| Vihtakoski (fi)      |                   |
| Vääräkoski (fi)      |                   |
| Höytiäinen           | Puntarikoski (fi) |
| Kitee                | Puhos (fi)        |
| Nurmes               |                   |
| Kuokkastenkoski (fi) |                   |
| Louhikoski (fi)      |                   |
| Heinävesi            | Palokki (fi)      |